# أحمد بوبشيت
أحمد بوبشيت (20 يناير 1981) لاعب كرة قدم بحريني يلعب حاليا لصالح نادي الدرجة الأولى الحالة البحريني في مركز قلب الدفاع من 2012.

## الإنجازات

### الرفاع الشرقي
- كأس ملك البحرين (1): 2000

### الرفاع
- الدوري البحريني الممتاز (1): 2012
- كأس ملك البحرين (1): 2010